# Dobrzynka (dopływ Neru)
Dobrzynka – rzeka, lewy dopływ Neru o długości 25,4 km.
Rzeka płynie na Wyżynie Łódzkiej. Źródła rzeki znajdują się na wysokości 250 m n.p.m. we wsi Górki Duże niedaleko Tuszyna. Następnie przepływa przez Pabianice, a uchodzi do Neru w granicach administracyjnych Łodzi przy południowo-zachodniej granicy miasta na polach między Łaskowicami a Gorzewem powyżej ulicy Łaskowice w odległości 1 kilometra od lotniska Lublinek i stacji kolejowej Łódź Lublinek. Lewym dopływem rzeki jest Pabianka, oprócz tego kilka mniejszych cieków wodnych po obu stronach rzeki.
W górnym biegu – od źródeł do miejscowości Zofiówka – woda zanieczyszczona jest zanieczyszczeniami organicznymi z gospodarstw wiejskich. Jakość wody jest jednak wystarczająco dobra, by jeszcze tuż przed Pabianicami w Sereczynie funkcjonowało turystyczne gospodarstwo rybackie. Oparte jest ono na odnowionych stawach dawnego PGRu, a w części także urządzenia hydrotechniczne dawnego tradycyjnego młyna na Dobrzynce. Młyn ten od lat 80. XX wieku był w ruinie, a został wyburzony w drugiej połowie lat 90. Do dziś widoczne są zbiorniki przepływowe młyna oraz przepusty pod drogą wchodzące w skład gospodarstwa rybackiego.
W dolnym biegu rzeki Dobrzynka jest silnie zanieczyszczona, lecz jej stan znacznie poprawił się w porównaniu z okresem PRL. Zlikwidowano największych trucicieli, a budowa oczyszczalni ścieków sprawiła, że ścieki komunalne niezbyt często trafiają do rzeki (wyjątek: cuchnące przecieki z nielegalnych przyłączy do kanalizacji burzowej, uchodzącej do rzek na terenie tzw. bulwarów).
Rzeka ta odegrała podobną rolę w życiu Pabianic jak rzeka Łódka w historii Łodzi. Nad jej prawym brzegiem lokowano Pabianice, które już w roku 1297 mogły uzyskać prawa miejskie. Wzdłuż rzeki w dzielnicy Pabianic o nazwie Bugaj znajdują się dwa połączone sztuczne zalewy nazywane przez Pabianiczan stawami na Lewitynie. Zalewy te znajdują się na terenie Miejskiego Ośrodka Sportu i Rekreacji „Businka” im. Włodzimierza Durajskiego w Pabianicach. „Businka” nie jest w pełni zbiornikiem przepływowym, więc jest wrażliwa na osadzanie zanieczyszczeń oraz zamulanie i dlatego wymaga częstych zabiegów hydrotechnicznych.